# Cseh labdarúgó-szuperkupa
Az Cseh labdarúgó-szuperkupa (Hivatalos nevén:Český Superpohár) egy 2010-ben alapított, a Cseh labdarúgó-szövetség által kiírt kupa. Tradicionálisan az új idény első meccsét jelenti, s az előző év bajnoka játszik az előző év kupagyőztesével. 
A legsikeresebb csapat a Viktoria Plzeň és a Sparta Praha gárdája, két–két győzelemmel.

## Kupadöntők
| Év   | Szuperkupa              | Szuperkupa     | Szuperkupa         |
| Év   | Cseh bajnokság győztese | Result         | Cseh kupa győztese |
| ---- | ----------------------- | -------------- | ------------------ |
| 2010 | Sparta Praha            | 1–0            | Viktoria Plzeň     |
| 2011 | Viktoria Plzeň          | 1–1 4–2 (b.u.) | Mladá Boleslav     |
| 2012 | Slovan Liberec          | 0–2            | Sigma Olomouc      |
| 2013 | Viktoria Plzeň          | 2–3            | Jablonec           |
| 2014 | Sparta Praha            | 3–0            | Viktoria Plzeň 1   |
| 2015 | Viktoria Plzeň          | 2–1            | Slovan Liberec     |

1 A Sparta Praha nyerte a bajnokságot és a kupát is.
- h.u. – hosszabbítás után
- b.u. – büntetők után

## Statisztika

### Győzelmek száma klubonként
| Csapat         | Győztes        | Döntős               |
| -------------- | -------------- | -------------------- |
| Viktoria Plzeň | 2 (2011, 2015) | 3 (2010, 2013, 2014) |
| Sparta Praha   | 2 (2010, 2014) | 0 –                  |
| Sigma Olomouc  | 1 (2012)       | 0 –                  |
| Jablonec       | 1 (2013)       | 0 –                  |
| Slovan Liberec | 0 –            | 2 (2012, 2015)       |
| Mladá Boleslav | 0 –            | 1 (2011)             |